# Ron Clements
Ronald Francis "Ron" Clements, född 25 april 1953 i Sioux City i Iowa, är en amerikansk animatör, filmregissör, manusförfattare och filmproducent. Han är tillsammans med kollegan John Musker mest känd för att ha skrivit och regisserat Disney-filmerna Mästerdetektiven Basil Mus, Den lilla sjöjungfrun, Aladdin, Herkules, Skattkammarplaneten, Prinsessan och grodan och Vaiana.
Clements har varit gift tillsammans med sin fru Tamara Lee Glumace sedan den 25 februari 1989.

## Filmografi (i urval)
| - 1977 – Bernard och Bianca (animatör) - 1977 – Peter och draken Elliott (animatör) - 1981 – Micke och Molle: Vänner när det gäller (animatör) - 1985 – Taran och den magiska kitteln (ytterligare berättelsebidragsgivare) - 1986 – Mästerdetektiven Basil Mus (regissör och berättelseförfattare) - 1989 – Den lilla sjöjungfrun (regissör, manusförfattare och olika röster) - 1992 – Aladdin (regissör, manusförfattare, producent och övriga röster) - 1997 – Herkules (regissör, manusförfattare och producent) | - 2002 – Skattkammarplaneten (regissör, manusförfattare och producent) - 2008 – Bolt (speciellt tack) - 2009 – Prinsessan och grodan (regissör och manusförfattare) - 2014 – Big Hero 6 (kreativ ledning) - 2016 – Zootropolis (kreativ ledning) - 2016 – Vaiana (regissör, berättelseförfattare och kreativ ledning) - 2018 – Röjar-Ralf kraschar internet (kreativ ledning) - 2019 – Frost 2 (kreativ ledning) |